# Canaan (patriarche)
Pour les articles homonymes, voir Canaan.
Canaan (en hébreu : כְּנַעַן / כְּנָעַן) est un personnage de la Genèse, le premier livre de la Bible. Il est fils de Cham, lui-même fils de Noé. Un jour, Cham surprend Noé tout nu et en informe ses frères, à la suite de quoi Noé maudit Canaan en le déclarant serviteur de Sem. Ce récit est souvent appelé la Malédiction de Cham.
Canaan donne son nom au Pays de Canaan, tandis que ses trois frères Koush, Misraïm et Pout sont respectivement éponymes de l'Éthiopie, l'Égypte et la Libye. 
Les fils de Canaan sont : Tsidone, Het, le Jébuséen, l'Amoréen, le Guirgachéen, le Hévéen, l'Arqéen, le Sinéen, l'Arvadéen, le Tsémaréen, le Harmatéen

## Le pays de Canaan
Le nom de Canaan est ancien et semble être apparu au IIIe millénaire av. J.-C.. On a retrouvé des mentions de son nom sur des tablettes trouvées dans différentes régions du Proche-Orient ancien (Égypte, Mésopotamie, Syrie) où elle apparaît en tant qu'entité politique distincte. En hébreu biblique, il prend parfois la simple signification de marchand à cause du rapprochement avec les Phéniciens qui avaient une réputation de commerçants dans une grande partie du Proche-Orient ancien. L'histoire de Canaan est antérieure à l'arrivée des Peuples de la mer. Les découvertes archéologiques menées par Israël Finkelstein dans les années 1990, tendraient à prouver que le pays de Canaan ne fut pas conquis militairement, mais que l'apparition des premières communautés israélites sur les hautes terres intérieures, vers -1200, fait de ces derniers des groupes de souches eux-mêmes cananéennes probablement des groupes dissidents, réfractaires à la domination égyptienne qui sévissait alors. À partir du moment où Israël émergea, le terme Canaan commença à laisser place à trois nouveaux termes selon les régions. La Phénicie désigna le littoral nord, la Philistie désigna le littoral sud et le royaume d'Israël les terres intérieures.

## Interprétation de la malédiction
Une interprétation possible est que Canaan a tenté de commettre un acte honteux sur Noé et que Cham, l'ayant vu, au lieu de discipliner son fils cadet, a raconté le déshonneur de son père à ses deux frères Sem et Japhet.